# Robert Jiménez (atleta)
Robert Jiménez es un deportista dominicano que compitió en atletismo adaptado. Ganó una medalla de oro en los Juegos Paralímpicos de Atlanta 1996 en la prueba de 200 m (clase T12).

## Palmarés internacional
| Juegos Paralímpicos | Juegos Paralímpicos      | Juegos Paralímpicos | Juegos Paralímpicos |
| Año                 | Lugar                    | Medalla             | Prueba              |
| ------------------- | ------------------------ | ------------------- | ------------------- |
| 1996                | Atlanta (Estados Unidos) | Medalla de oro      | 200 m T12           |